# Água produzida
Água produzida é um termo usado na indústria do petróleo para descrever água que é produzida como um subproduto juntamente com o petróleo e gás natural, sendo trazida à superfície juntamente com petróleo e gás durante as atividades de produção desses fluidos. Reservatórios de petróleo e gás frequentemente contém água assim como hidrocarbonetos, por vezes, em uma zona que se encontra sob os hidrocarbonetos, e às vezes na mesma zona com o petróleo e gás. A quantidade de água produzida associada com o pétróleo pode alcançar 50% em volume e alcançar volumes próximos de 100% ao fim da vida econômica dos poços.